# 东方会议 (1927年)
东方会议是1927年（昭和2年）6月27日至7月7日间，由时任日本内阁总理大臣兼外务大臣田中义一在东京外相官邸主持召开的一次有关于中国问题的会议。

## 召开准备
- 1927年5月11日，田中内阁对议题进行了确认，主要集中在对中国政策的方针上。
- 5月18日，确认《会议组织草案》。
- 5月24日，命驻北京公使芳泽谦吉、奉天总领事吉田茂、上海总领事矢田七太郎回国。
- 5月30日，田中义一向陆相通知会议议题，并邀请陆军官员等与会。
- 6月6日，关东军参谋长齋藤恒（日语：斎藤恒）提出《关于对满蒙政策的意见》

## 参会者
会议采取委员制。
- 委员长：内阁总理大臣兼外务大臣田中义一。
- 委员：政务次官森恪、外务参与官植原悦二郎、外务次官出渊胜次、亚洲局局长木村锐市、通商局长斋藤良卫、欧美局长堀田正昭、驻华公使芳泽谦吉、奉天总领事吉田茂、汉口总领事高尾亨、上海总领事矢田七太郎、陆军省次官烟英太郎、参谋本部次官南次郎、军务局长阿部信行、参谋本部第二部长松井石根、海军次官大角岑生、军务局长左近司政三、军令部次长野村吉三郎、关东厅长官儿玉秀雄、关东军司令官武藤信义、朝鲜总督府警务局长浅利三郎、大藏省理材局长富田勇太郎。

铁道大臣小川平吉、陆军大臣白川义则、内务大臣铃木喜三郎、大藏大臣三土忠造等旁听。

## 討論議題
- 中國時局
- 維護與擴大日本帝國在中國的經濟利益
- 從山東撤軍與中國反日問題
- 對華武器輸出問題
- 委員針對政府對華政策的質詢

## 会议文件
會議結束後，田中首相提出了一份《對支政策要綱》（意為「對華政策綱領」），做為對東方會議的總結。綱領共八條，1-5條條主要是對“中國本土”的對策，6-8條是對“滿蒙”的對策。該會議召開後數年間，坊間出現了據稱是田中向昭和天皇上奏有關該會議討論結果的機密文件，即《田中奏摺》。